# Jai Sri Krishna

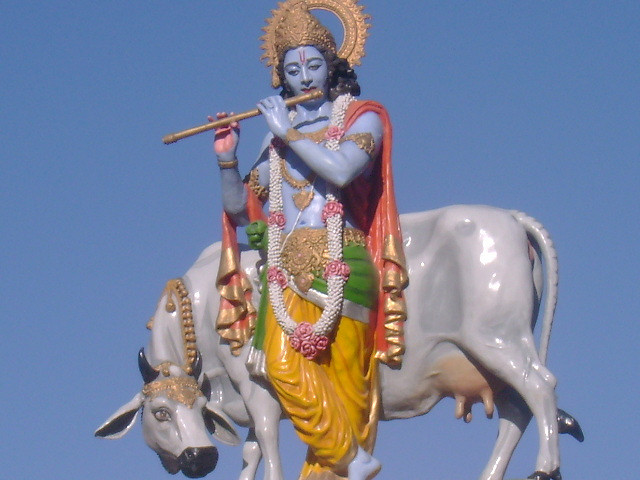
Murti de la deidad hindú Krishna

Jai Sri Krishna ( en sánscrito: जय श्री कृष्ण, romanizado: Jaya Śrī Kṛṣṇa), también traducido como Jaya Sri Krishna, es una expresión sánscrita que se traduce como "Victoria para Krishna ", una deidad importante en el hinduismo . Se cree que el saludo proviene de los vaisnavas. Se dice que la expresión saluda a otra persona deseándole éxito, y también se ha utilizado como saludo acompañado con el anjali mudra o cabeza inclinada, especialmente al saludar a los mayores.
La expresión Jai Shri Krishna es una expresión muy utilizada para saludar a la gente durante el festival hindú de Janmashtami, que celebra el nacimiento de Krishna. En la actualidad, Jai Shri Krishna se utiliza ampliamente entre la comunidad vaisnava, gujaratis y rajasthanis, radicadas dentro y fuera de la India.

## Leyenda
Según la creencia popular, cuando los asesinos que había enviado Kamsa fallaron en matar a Krishna, este pensó en matarlo invitándolo a Mathura. Al llegar a Mathura, Krishna se encontró con uno de los lavanderos de Kamsa, solicitando algunas vestimentas para sus amigos que lo acompañaban. El soldado, al enterarse de que se trataba de Krishna y de que era el enemigo no declarado de Kamsa, intentó matarlo pensando que sería recompensado. Ante el intento fallido del soldado y la fuerza de Krishna, la multitud reunida en el mercado comenzó a aclamar a Krishna con consignas como ¡Jai Shri Krishna!, junto con ¡Jai Shri Balarama! y ¡Jai Shri Vasudev!, glorificando así al hermano y al padre de Krishna respectivamente.